# Bindfaden- und Seilfabrik AG
Bindfaden- und Seilfabrik AG war der Name eines großen Verarbeitungs- und Exportbetriebes für Hanfwaren in Hodschag. Er bestand unter diesem Namen von 1909 bis 1945.

## Vorgeschichte
Die Vorgeschichte dieses Betriebes beginnt mit der Gründung eines Exportgeschäftes für Hanffasern durch Franz und Johann Ertl sowie Peter Oriolt in Hodschag. 

## Erste, gescheiterte Gründung
Um 1900 besichtigte Johann Ertl eine Spinnerei in Szeged und zeigte sich sehr beeindruckt. Kurz nach 1900 gründete er daraufhin in Hodschag eine Bindfaden- und Seilerwarenfabrik in Hodschag.
Geplant war, nach ungarischem Vorbild Hanf direkt vom Feld den Bauern abzukaufen. Dieser sollte dann in der Fabrik geröstet, entholzt und zu Garnen und Seilen verarbeitet werden. Zu diesem Zweck wurden auch bereits Grundstücke angekauft und Röstgruben angelegt.
Gescheitert ist dieser erste Versuch an der Weigerung der Bauern, die Verarbeitung aus der Hand zu geben. 
Es ist unklar, ob diese Fabrik wirklich Konkurs ging. Es wird manchmal auch von zwei Hanffabriken im Ort berichtet.

## Zweiter, erfolgreicher Versuch
1909 folgte eine zweite Gründung. Unter dem Namen Bindfaden- und Seilfabrik AG gründete Johann Ertl eine neue Firma. Diesmal wurde die Erstverarbeitung durch Lohnarbeiter der Landwirte akzeptiert. Diese fand in sogenannten Trikelhäusern statt.
Dieser Betrieb entwickelte sich bald zum bedeutendsten seiner Art in Südosteuropa. So kam man bald auf Beschäftigungszahlen jenseits der 500 Mitarbeiter. Es mussten bald Arbeiter aus Nachbargemeinden und später aus Rumänien angeworben werden, für welche extra Reihenwohnungen errichtet wurden.
Weiters wurden von Ertl ein Konsummarkt, Sportanlagen und Betriebskindergärten errichtet. Er förderte auch den Fußballverein OSC Hodschag und investierte in die öffentliche Infrastruktur vor Ort.
In den 1930er Jahren wurde ein österreichischer Chemiker angeworben, um die Garne für den Export auch einfärben zu können.
Durch die Kriegsereignisse kam der Betrieb 1945 zum Erliegen. Die Familie Ertl wurde vertrieben. Die Gebäude wurden im kommunistischen Jugoslawien vor allem für die Verarbeitung von Jute und Sisal weiterhin benützt.